# NGC 2203
NGC 2203 (również ESO 34-SC4) – gromada otwarta, znajdująca się w gwiazdozbiorze Góry Stołowej. Należy do Wielkiego Obłoku Magellana. Odkrył ją John Herschel 23 stycznia 1836 roku.